# Johann Rzeszut
Johann Rzeszut (* 5. März 1941 in Wien) ist ein österreichischer Jurist und war von 2003 bis 2006 Präsident des Obersten Gerichtshofes.

## Leben
Johann Rzeszut besuchte die Volksschule von 1947 bis 1951 und anschließend bis 1959 das Bundesrealgymnasium Wien 2. Danach nahm er ein Studium der Rechte an der Universität Wien auf, das er 1964 als Dr. iur. abschloss. 1965 war er Rechtspraktikant, dann von 1966 bis 1969 Richteramtsanwärter und von 1969 bis 1971 Bezirksrichter. 1971 wurde er Staatsanwalt bei der Staatsanwaltschaft Wien, ab 1977 Oberstaatsanwalt-Stellvertreter (OStA Wien). Schließlich wurde er 1985 Generalanwalt (Generalprokurator) und 1987 Hofrat des Obersten Gerichtshofes, danach im Jahre 1997 Senatspräsident des Obersten Gerichtshofes. Von 2003 bis 2006 war er Präsident des Obersten Gerichtshofes. Von 30. Juni 2003 bis 21. Jänner 2005 war er zudem Mitglied des Österreich-Konvents.
Große Medienaufmerksamkeit erhielt Rzeszut durch einen Bericht an das Österreichische Parlament, in dem er schwere Vorwürfe gegen die mit dem Fall Natascha Kampusch betrauten Anklagebehörden erhebt. Er wirft darin der Staatsanwaltschaft konsequente Vernachlässigung entscheidender polizeilicher Ermittlungsergebnisse und eine langfristige Verzögerung bzw. bis zuletzt gänzliche Unterlassung nachhaltigst indizierter wesentlicher Ermittlungsschritte vor. Laut Rzeszut soll auch die vom Innenministerium zur Aufdeckung möglicher Ermittlungspannen eingesetzte Evaluierungskommission, der er selbst angehörte, wesentlich und langfristig [...] justiziell behindert worden sein. Zudem seien die Medien gezielt mit falschen Informationen versorgt worden. Am Ende des Berichtes schreibt Rzeszut: In 42 Justizdienstjahren habe ich Vergleichbares nicht erlebt. Auf Wunsch des Nationalrates wurde 2012 vom Innenministerium das FBI als von österreichischen Instanzen unabhängige ausländische Institution mit der Überprüfung des Falles Kampusch beauftragt.
Im Februar 2012 wurde bekannt, dass ein Polizist ohne Ermittlungsauftrag versuchte, DNA-Proben eines Kindes zu beschaffen, über das ein Gerücht umgeht, es handele sich um eine Tochter Kampuschs. Im Ermittlungsverfahren gegen den Polizisten wurde Johann Rzeszut als Zeuge vernommen. Dieser sagte unter Wahrheitspflicht aus, den Mann nicht zu kennen. Allerdings sollen die beiden mehrfach telefonischen Kontakt gehabt haben. Im Dezember 2014 wurde Rzeszut wegen falscher Zeugenaussage angeklagt. Der Prozess, der im Februar 2015 mit einem Freispruch endete, warf, wie den in der Urteilsbegründung enthaltenen Ausführungen zu entnehmen ist, eher auf die Vorgangsweise der Anklagebehörde und des Bundesamts zur Korruptionsprävention und Korruptionsbekämpfung (BAK) in dieser Causa ein schiefes Licht.

## Veröffentlichungen
1. Der Tod des Kampusch - Kidnappers: Wahrheitsfindung im Würgegriff ISBN 1-534-66886-1

## Auszeichnungen
- 2006: Großes Goldenes Ehrenzeichen am Bande für Verdienste um die Republik Österreich[8]
- 2010: Goldenes Komturkreuz mit dem Stern des Ehrenzeichens für Verdienste um das Bundesland Niederösterreich